# Il Piccolo
Il Piccolo è il principale quotidiano di Trieste. Esso è anche diffuso nella provincia di Gorizia (con le edizioni di Gorizia e Monfalcone), in Istria (con un'edizione per l'Istria, è stato per lungo tempo abbinato in omaggio a La Voce del Popolo) e, in maniera significativamente minore, in provincia di Udine.
Il nome "Piccolo" deriva dal primo formato del giornale (30x45,5 cm).

## Storia
(Fondo di presentazione del primo numero)

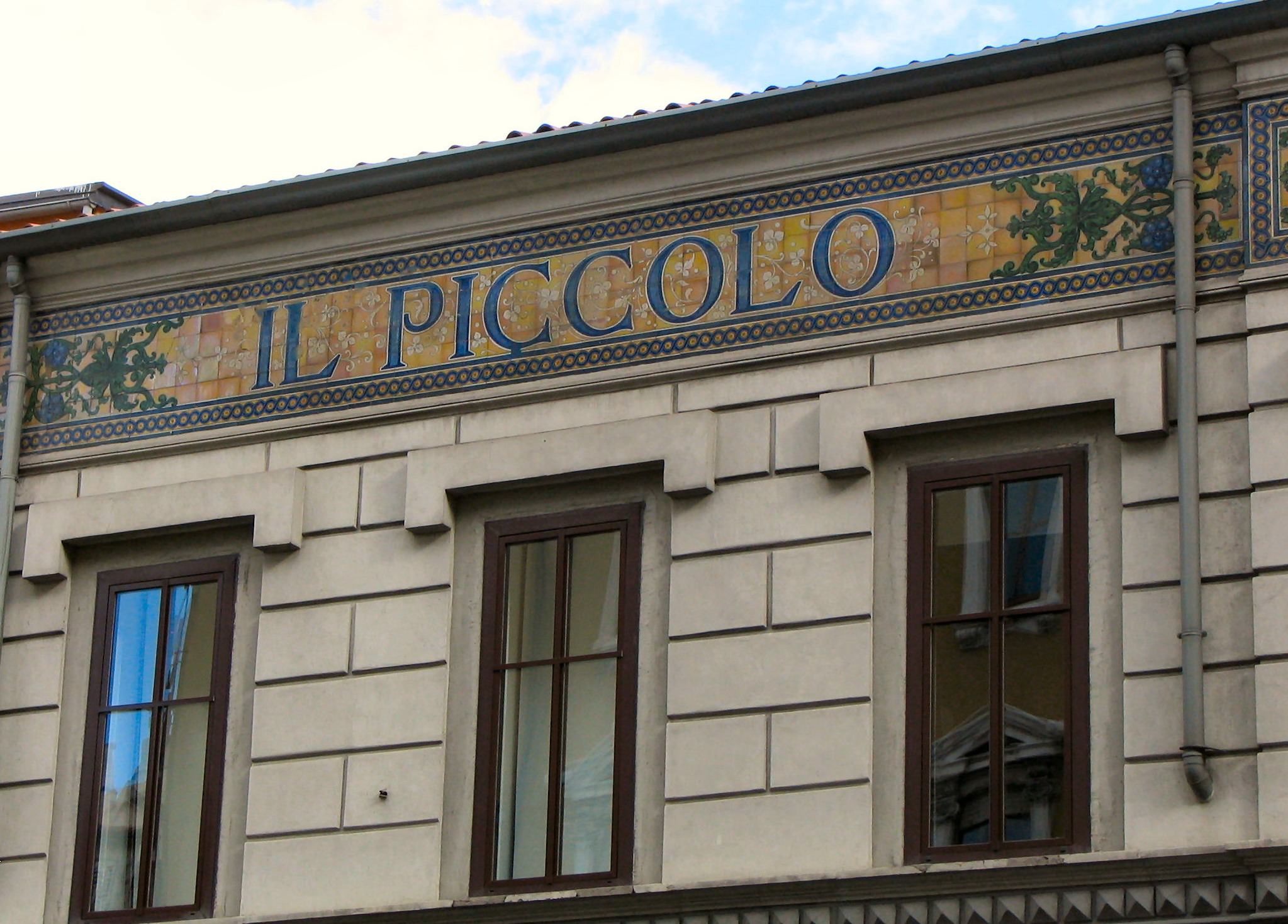
La storica sede di via Silvio Pellico, utilizzata fino agli anni ottanta, prima del trasferimento in Campo Marzio

Il giornale, fondato da Teodoro Mayer, pubblicò il suo primo numero il 29 dicembre 1881, un unico foglio fronte e retro, nelle dimensioni di un tabloid antelitteram. Al costo di 2 soldi, vendette 32 copie.
A Trieste, allora parte dell'Austria-Ungheria, nel corso del XIX secolo erano stati fondati diversi giornali, quasi tutti legati a movimenti politici, quindi Mayer decise di fondare un quotidiano semplice ed economico, che potesse diventare rapidamente il punto di riferimento della popolazione di lingua italiana.
Nonostante non fosse un giornale schierato (non aveva infatti il bollino rosso, costoso permesso per i giornali politici), era molto vicino alle posizioni degli irredentisti. Divenne in breve tempo il giornale più diffuso della città.

Rotativa del «Piccolo» con i poligrafici alla fine degli anni cinquanta.

La sede del quotidiano venne data alle fiamme da un gruppo di cittadini filo-austriaci la notte del 23 maggio 1915 - giorno della dichiarazione di guerra del Regno d'Italia all'Austria-Ungheria - durante la quale vennero bruciate anche le sedi delle principali associazioni filo-italiane. Alcuni collaboratori del giornale (tra cui Silvio Benco e Riccardo Guerreschi) vennero generosamente assunti dal quotidiano socialista Il Lavoratore, senza che a nessuno venisse imposto di cambiare linea politica.
Il quotidiano potrà riprendere le pubblicazioni solo il 20 novembre 1919 per opera della Società Editrice Italiana Roma-Trieste, sempre controllata da Teodoro Mayer, nominato poi nel 1920 Senatore del Regno.
Sotto la direzione di Rino Alessi, arrivato a Trieste come corrispondente di guerra, Il Piccolo sostiene alle elezioni del 1921 il Blocco Nazionale, e inizialmente terrà posizioni antifrancesi, specie negli editoriali, dove rivendicherà posizioni di primo piano per l'Italia nella politica danubiana. Durante gli anni del fascismo il giornale si schiera apertamente dalla parte del regime, lodato dall'Alessi nei suoi articoli con lo stile enfatico e violento tipico della propaganda di quegli anni.
Con l'assassinio del cancelliere austriaco Engelbert Dollfuss nel 1934 il quotidiano denuncia i pericoli che l'ascesa della Germania nazista può portare all'Italia, originariamente da un punto di vista nazionalista, con le analisi del caporedattore Mario Nordio e gli articoli di fondo del direttore.
Il 25 gennaio 1938 il giornale pubblica un fondo del direttore in cui viene criticato il crescente clima di antisemitismo, in aperta polemica con la pubblicazione de Il Regime Fascista di Farinacci, sottolineando il ruolo della borghesia ebraica triestina nel movimento irredentista. Infatti due delle sei medaglie d'oro al valor militare della città erano attribuite a volontari di religione ebraica. Vengono poi annunciate proprio a Trieste, e successivamente approvate nel mutato clima politico, le leggi razziali. Nello stesso anno 1938 Teodoro Mayer, nonostante le storiche posizioni filo-italiane e la vicinanza al regime che gli avevano valso la qualifica di "ebreo discriminato per benemerenze eccezionali", fu costretto a cedere il pacchetto di azioni alla Società editrice del Piccolo, costituita all’uopo dal direttore responsabile Rino Alessi. Alessi manterrà la duplice posizione fino al 27 luglio 1943 e sosterrà enfaticamente l'antisemitismo e il Patto d'Acciaio con la Germania nazista.
L'antifascista Silvio Benco, che con l'avvento del regime aveva collaborato esclusivamente alle pagine della cultura, cura la direzione tra il 29 luglio e l'11 ottobre 1943, quando i nazisti occupano Trieste. Durante l'occupazione si susseguono diversi direttori e "redattori responsabili", mentre il personale tenta di attuare una sorta di resistenza passiva.
Durante questo difficile periodo il corrispondente dall'Istria Manlio Granbassi documenta per primo i massacri delle foibe.
Il giornale sospenderà le pubblicazioni il 28 aprile 1945, pochi giorni prima della resa tedesca in città. Dopo la Liberazione quindi, per un breve periodo, l'unico quotidiano in lingua italiana che esce in città è Il Nostro Avvenire, su posizioni filo-jugoslave.
Nel secondo dopoguerra, il ruolo di quotidiano più diffuso a Trieste viene preso dal "Giornale Alleato", pubblicato dal Governo Militare Alleato della Venezia Giulia fino al 5 marzo 1947, quando il Piccolo viene pubblicato nuovamente ma rinominato "Giornale di Trieste". Manterrà questo nome per tutta la durata dell'amministrazione Anglo-Americana del Territorio Libero di Trieste. Dopo la firma del Memorandum d'Intesa di Londra e il conseguente passaggio di consegne tra il Governo Militare Alleato e il Governo Italiano, il 26 ottobre 1954 il quotidiano riprende la testata storica.
Dalo 1976 alla prima metà degli anni '80 all'attività cartacea è affiancata quella televisiva attraverso l'emittente Telepiccolo, che avrà anche curiosamente una sede locale a Mantova. L'emittente aderirà nel 1980 al nascente circuito PIN Primarete Indipendente, network interconnesso dell'editore Rizzoli.
Nell'ottobre 2018 l'editore GEDI dispone il trasferimento da via Guido Reni (sede di proprietà con uno storico stabilimento tipografico) a via Mazzini 14 (tre piani in affitto).

## Variazioni dell'assetto proprietario
- 1881 il quotidiano viene fondato da Teodoro Mayer
- 1938 passa di proprietà di Rino Alessi
- 1973 una parte della proprietà passa al gruppo Agnelli-Fiat
- 1976 una parte della proprietà viene acquisita anche dall'editore Rizzoli
- 1977 la Rizzoli acquisisce la restante parte della proprietà da Chino Alessi
- 1984 il giornale passa in proprietà al gruppo Monti
- 1991 il giornale passa in proprietà al gruppo Melzi
- 1998 il giornale passa in proprietà al gruppo Caracciolo-L'Espresso
- 2023 il giornale viene ceduto dal Gruppo GEDI a Nord Est Multimedia S.p.a. insieme ad altre testate venete, friulane e giuliane: Corriere delle Alpi, Messaggero Veneto, La Nuova Venezia, Il Mattino di Padova e La Tribuna di Treviso[1].

## Direttori

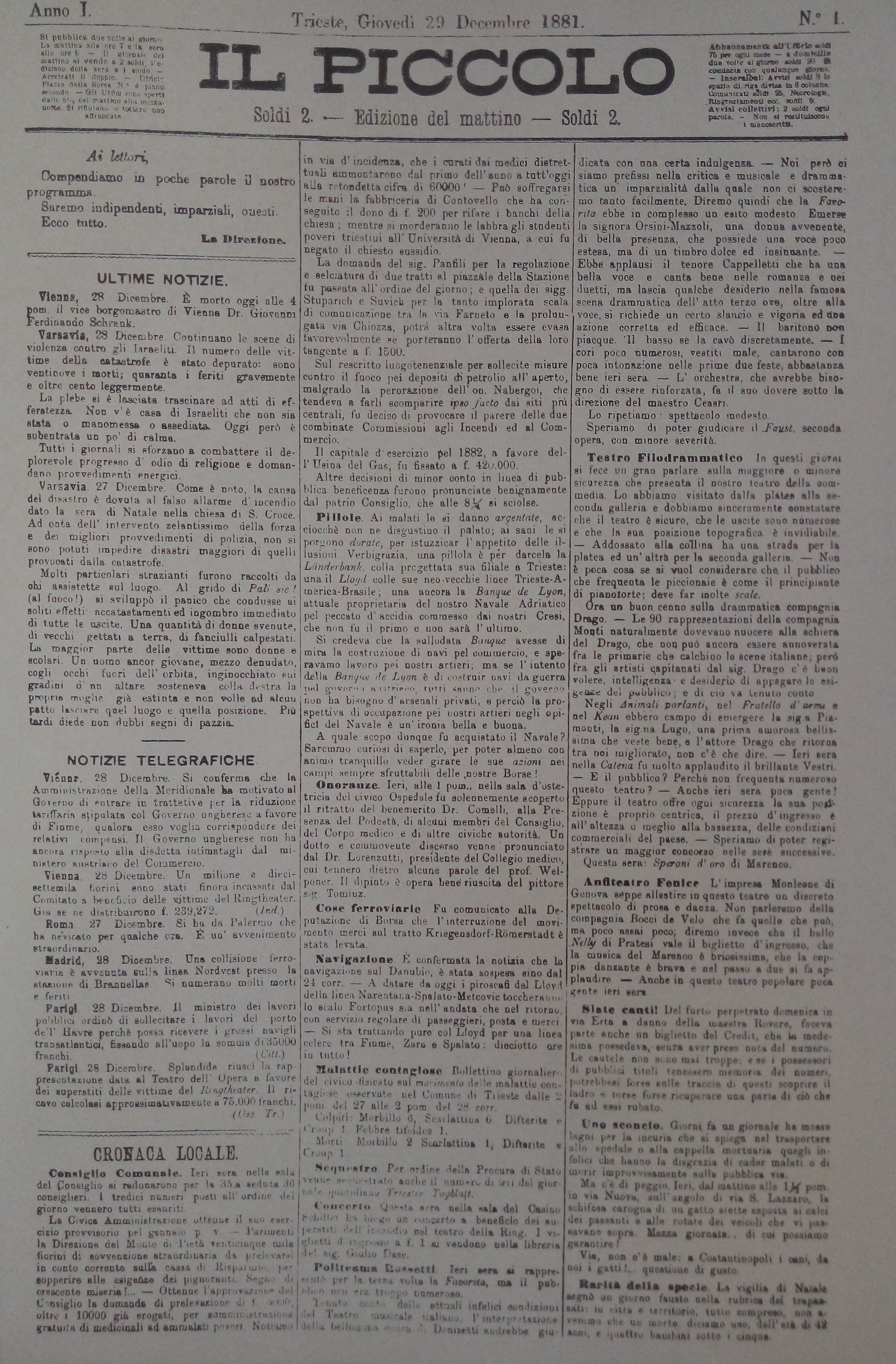
Il primo numero del «Piccolo», uscito il 29 dicembre 1881.

- Teodoro Mayer, 29 dicembre 1881 - 23 maggio 1915
- Sospensione delle pubblicazioni dal maggio 1915 al novembre 1919
- Rino Alessi, 20 novembre 1919 - 25 luglio 1943
- Silvio Benco, 28 luglio - 10 settembre 1943
- Idreno Utimperghe, 11 - 14 settembre 1943
- Hermann Carbone, 15 - 27 settembre 1943 (redattore responsabile)
- Vittorio Tranquilli, 28 settembre 1943 - 12 gennaio 1944
- Rodolfo Maucci, 13 gennaio 1944 - 29 aprile 1945
- Giorgio Manzutto, 6 marzo 1947 - 20 ottobre 1948 (rinominato Giornale di Trieste)
- Vittorio Tranquilli, 21 ottobre 1948 - 10 gennaio 1955 (dal 26 ottobre 1954 il quotidiano recupera la storica testata Il Piccolo)
- Chino Alessi, 11 gennaio 1955 - 25 settembre 1977
- Ferruccio Borio, 26 settembre 1977 - 26 dicembre 1980
- Luciano Ceschia, 27 dicembre 1980 - 8 gennaio 1984
- Alberto Marcolin, 3 agosto 1984 - 1º agosto 1986
- Marco Leonelli, 2 agosto 1986 - 12 aprile 1987
- Paolo Francia, 13 aprile 1987 - 31 dicembre 1989
- Riccardo Berti, 1º gennaio 1990 - 26 marzo 1991
- Mario Quaia, 6 maggio 1991 - 11 aprile 2000
- Alberto Statera, 12 aprile 2000 - maggio 2005
- Sergio Baraldi, maggio 2005 - novembre 2008
- Paolo Possamai, novembre 2008 - 19 aprile 2016
- Enzo D'Antona, 20 aprile 2016 - gennaio 2019
- Enrico Grazioli, gennaio 2019 - 13 gennaio 2021
- Omar Monestier 14 gennaio 2021 - † 1 agosto 2022
- Roberta Giani dal 2 agosto 2022
- Luca Ubaldeschi dal 1º novembre 2023

## Diffusione
| Anno | Copie vendute |
| ---- | ------------- |
| 2008 | 37 208        |
| 2007 | 38 492        |
| 2006 | 39 623        |
| 2005 | 44 184        |
| 2004 | 45 310        |
| 2003 | 45 843        |
| 2002 | 46 590        |
| 2001 | 49 429        |
| 2000 | 49 943        |
| 1999 | 50 113        |
| 1998 | 50 447        |
| 1997 | 50 016        |
| 1996 | 49 954        |

Dati ADS (Accertamenti Diffusione Stampa).